# Patocenosi
La patocenosi è un concetto ideato da Mirko Drazen Grmek e rappresenta l'insieme delle malattie presenti in una popolazione in un determinato periodo e in una determinata società. La patocenosi racchiude quindi un complesso di malattie, variabile sia quantitativamente sia qualitativamente, in cui la frequenza di ogni malattia dipende dalle altre malattie o da fattori ambientali. 

## Principi
La patocenosi tende verso l'equilibrio ed è regolata da cinque principi:
- principio della dipendenza genetica
- principio delle influenze esterne
- principio delle influenze interne
- principio della congruenza
- principio dell'equilibrio

## Rapporti fra le malattie
I rapporti fra le malattie all'interno di una patocenosi possono essere di simbiosi, antagonismo o indifferenza.

### Simbiosi
Le simbiosi possono essere:
- Sinergismo ambientale: ad esempio nei paesi occidentali dove vi è ipernutrizione e sedentarietà esse danno malattie "da usura" quali diabete, artrosi ed altre.
- Sinergismo genetico: ad esempio nella razza ebraica (o comunque gruppi isolati), porta a TBC o policitemia vera.
- Simbiosi con legame eziologico (o causale, in cui una malattia porta ad un'altra): la tonsillite da steptococco che innesca nell'organismo il sistema immunitario e provoca malattie reumatiche, che colpiscono l'endocardio (il cuore), e che, anche nel caso in cui guarissero, lascerebbero problemi alle valvole cardiache.
- Simbiosi ad interazione complessa: di tipo sociale (come la malnutrizione, che porta ad anemia), o di tipo individuale, come le malattie infettive (ad esempio il tifo addominale).

### Antagonismo
Il rapporto di antagonismo, in cui una malattia impedisce l'insorgere di un'altra, si divide in genetico e causale.
Nell'antagonismo genetico, ad esempio le anemie emolitiche congenite, l'anemia mediterranea e l'anemia falciforme, colpiscono i globuli rossi, impedendo alla malaria di aggredire il soggetto.
Nell'antagonismo causale invece, le malattie infettive (con conseguenti morti giovanili) quali TBC o  tifo addominale, impediscono l'insorgenza di malattie dell'età avanzata, quali arteriosclerosi o artrosi.

### Indifferenza
Nel rapporto di indifferenza le malattie non hanno nessun rapporto tra loro, come il raffreddore con la cirrosi epatica.